# Per Albin Hansson
Per Albin Hansson (28 tháng 10 năm 1885 – 6 tháng 10 năm 1946) là chính trị gia người Thụy Điển, chủ tịch Đảng Dân chủ Xã hội từ năm 1925 và hai lần làm Thủ tướng trong bốn chính phủ giữa năm 1932 và năm 1946.